# Sprinteuropamästerskapen i kanotsport 2016
Sprinteuropamästerskapen i kanotsport 2016 anordnades den 24-26 juni i Moskva, Ryssland. 

## Medaljsummering

### Medaljtabell

#### Kanot och kajak
| Pl.    | Nation         | Guld | Silver | Brons | Totalt |
| ------ | -------------- | ---- | ------ | ----- | ------ |
| 1      | Ungern         | 5    | 5      | 4     | 14     |
| 2      | Ryssland       | 5    | 4      | 3     | 12     |
| 3      | Tyskland       | 4    | 4      | 3     | 11     |
| 4      | Belarus        | 3    | 2      | 5     | 10     |
| 5      | Serbien        | 3    | 0      | 1     | 4      |
| 6      | Slovakien      | 2    | 1      | 1     | 4      |
| 7      | Portugal       | 2    | 0      | 0     | 2      |
| 8      | Storbritannien | 1    | 1      | 0     | 2      |
| 9      | Tjeckien       | 1    | 0      | 1     | 2      |
| 10     | Turkiet        | 1    | 0      | 0     | 1      |
| 11     | Danmark        | 0    | 3      | 1     | 4      |
| 12     | Rumänien       | 0    | 1      | 3     | 4      |
| 13     | Spanien        | 0    | 1      | 2     | 3      |
| 14     | Litauen        | 0    | 1      | 1     | 2      |
| 14     | Moldavien      | 0    | 1      | 1     | 2      |
| 14     | Ukraina        | 0    | 1      | 1     | 2      |
| 17     | Bulgarien      | 0    | 1      | 0     | 1      |
| 17     | Sverige        | 0    | 1      | 0     | 1      |
| 19     | Polen          | 0    | 0      | 2     | 2      |
| 20     | Lettland       | 0    | 0      | 1     | 1      |
| Totalt | Totalt         | 27   | 27     | 29    | 77     |

### Herrar
| Gren       | Guld                                                                               | Tid       | Silver                                                                    | Tid       | Brons | Tid       |
| C-1 200 m  | Andrej Krajtor (RUS)                                                               | 0:39,080  | Henrikas Žustautas (LTU)                                                  | 0:39,432  | Artsiom Kozyr (BLR) | 0:39,440  |
| C-1 500 m  | Martin Fuksa (CZE)                                                                 | 1:48,520  | Michail Pavlov (RUS)                                                      | 1:50,548  | Oleg Tarnovschi (MDA) | 1:50,832  |
| C-1 1000 m | Sebastian Brendel (GER)                                                            | 3:51,248  | Serghei Tarnovschi (MDA)                                                  | 3:52,164  | Martin Fuksa (CZE) | 3:52,688  |
| C-1 5000 m | Tamás Kiss (HUN)                                                                   | 22:15,350 | Ronald Verch (GER)                                                        | 22:19,180 | Mateusz Kaminski (POL) | 22:48,500 |
| C-2 200 m  | Belarus Hleb Saladucha Aljaksandr Valtjetski                                       | 0:36,996  | Tyskland Stefan Kiraj Stefan Holtz                                        | 0:37,216  | Ryssland Aleksandr Kovalenko Andrej Krajtor                                                                                                   | 0:37,464  |
| C-2 500 m  | Ryssland Viktor Melantiev Ivan Sjtyl                                               | 1:41,216  | Rumänien Josif Chirilă Victor Mihalachi                                   | 1:42,796  | Ukraina Vitalij Verheles Denys Kamerylov | 1:43,520  |
| C-2 1000 m | Ryssland Aleksej Korovasjkov Ilja Pervuchin                                        | 3:37,804  | Belarus Andrej Bahdanovitj Aljaksandr Bahdanovitj                         | 3:40,212  | Ungern Henrik Vasbányai Róbert Mike | 3:40,532  |
| C-4 1000 m | Ryssland Kirill Sjamsjurin Viktor Melantiev Rasul Isjmuchamedov Vladislav Tjebotar | 3:25,044  | Ukraina Denys Kovalenko Vitalij Verheles Denys Kamerylov Eduard Sjemetylo | 3:26,736  | Rumänien Josif Chirilă Adi-Aurelian Grozuta Petre Condrat Simion Cosmin                                                                       | 3:26,884  |
| K-1 200 m  | Liam Heath (GBR)                                                                   | 0:34,412  | Petter Menning (SWE)                                                      | 0:34,872  | Aleksejs Rumjancevs (LAT) Ignas Navakauskas (LTU)                                                                                             | 0:35,072  |
| K-1 500 m  | Tom Liebscher (GER)                                                                | 1:37,684  | René Holten Poulsen (DEN)                                                 | 1:39,184  | Bence Nádas (HUN) | 1:39,192  |
| K-1 1000 m | Fernando Pimenta (POR)                                                             | 3:29,040  | René Holten Poulsen (DEN)                                                 | 3:32,296  | Bálint Kopasz (HUN) | 3:32,656  |
| K-1 5000 m | Fernando Pimenta (POR)                                                             | 20:09,690 | René Holten Poulsen (DEN)                                                 | 20:11,870 | Aleh Jurenja (BLR) | 20:12,420 |
| K-2 200 m  | Serbien Nebojša Grujić Marko Novaković                                             | 0:31,284  | Ungern Bence Horváth Máte Szomolányi                                      | 0:31,332  | Tyskland Ronald Rauhe Tom Liebscher | 0:31,384  |
| K-2 500 m  | Slovakien Martin Jankovec Gabor Jakubik                                            | 1:29,712  | Spanien Gabriel Campo Ruben Millan                                        | 1:29,984  | Belarus Vital Bjalko Raman Petrusjenka | 1:30,816  |
| K-2 1000 m | Tyskland Max Hoff Marcus Gross                                                     | 3:12,732  | Ungern Tibor Hufnágel Bence Dombvári                                      | 3:13,008  | Serbien Marko Tomićević Milenko Zorić | 3:13,832  |
| K-4 500 m  | Ungern Bence Nádas Péter Molnár Sándor Tótka Tamás Somorácz                        | 1:19,760  | Slovakien Denis Myšák Juraj Tarr Erik Vlček Tibor Linka                   | 1:20,560  | Spanien Francisco Cubelos Albert Marti Roi Rodriguez Diego Cosgaya Ryssland Artem Kuzachmetov Oleg Gusev Aleksandr Sergeev Vladislav Blintcov | 1:21,228  |
| K-4 1000 m | Slovakien Denis Myšák Juraj Tarr Erik Vlcek Tibor Linka                            | 2:51,640  | Ryssland Kirill Ljapunov Roman Anosjkin Vasilij Pogreban Oleg Zjestkov    | 2:52,156  | Polen Martin Brzezinski Rafal Rosolski Bartosz Stabno Norbert Kuczynski                                                                       | 2:53,440  |

### Damer
| Gren       | Guld                                                                    | Tid       | Silver                                                                         | Tid       | Brons                                                                   | Tid       |
| C-1 200 m  | Olesia Romasenko (RUS)                                                  | 0:47,616  | Stanilija Stamenova (BUL)                                                      | 0:48,712  | Paula Postaru (ROU)                                                     | 0:49,116  |
| C-2 500 m  | Belarus Nadzeja Makartjanka Alena Nazdrova                              | 2:02,672  | Ryssland Irina Andreeva Olesia Romasenko                                       | 2:03,752  | Ungern Virág Balla Kincső Takács                                        | 2:04,816  |
| K-1 200 m  | Lasma Liepa (TUR)                                                       | 0:40,792  | Jess Walker (GBR)                                                              | 0:40,940  | Ivana Kmetova (SVK)                                                     | 0:41,000  |
| K-1 500 m  | Danuta Kozák (HUN)                                                      | 1:48,600  | Franziska Weber (GER)                                                          | 1:49,324  | Emma Jørgensen (DEN)                                                    | 1:49,576  |
| K-1 1000 m | Kristina Bedec (SRB)                                                    | 4:00,840  | Tamara Takács (HUN)                                                            | 4:00,988  | Conny Wassmuth (GER)                                                    | 4:03,128  |
| K-1 5000 m | Maryna Litvintjuk (BLR)                                                 | 22:23,450 | Dóra Bodonyi (HUN)                                                             | 22:24,550 | Juliana Salachova (RUS)                                                 | 22:25,750 |
| K-2 200 m  | Tyskland Franziska Weber Tina Dietze                                    | 0:37,548  | Ryssland Elena Terechova Anastasia Nevskaja                                    | 0:38,296  | Belarus Marharyta Machneva Maryna Litvinchuk                            | 0:38,448  |
| K-2 500 m  | Ungern Gabriella Szabó Danuta Kozák                                     | 1:41,316  | Tyskland Sabrina Hering Steffi Kriegerstein                                    | 1:42,556  | Belarus Nadzeja Liapesjka Maryna Litvintjuk                             | 1:43,564  |
| K-2 1000 m | Serbien Milica Starović Dalma Ružičić-Benedek                           | 3:38,564  | Ungern Tamara Takács Erika Medveczky                                           | 3:40,444  | Rumänien Ciuta Florida Iulia Taran                                      | 3:43,840  |
| K-4 500 m  | Ungern Gabriella Szabó Tamara Csipes Danuta Kozák Krisztina Fazekas-Zur | 1:30,940  | Belarus Marharyta Machneva Volha Chudzenka Nadzeja Liapesjka Maryna Litvintjuk | 1:31,380  | Tyskland Franziska Weber Steffi Kriegerstein Sabrina Hering Tina Dietze | 1:32,280  |